# 斑紋寡杜父魚
斑紋寡杜父魚為輻鰭魚綱鮋形目杜父魚亞目杜父魚科的其中一種，活动范围大致在深度0至120公尺的海水中。

## 分布
本魚分布於北太平洋，包括日本、鄂霍次克海、白令海、阿拉斯加至加利福尼亞海岸。

## 特徵

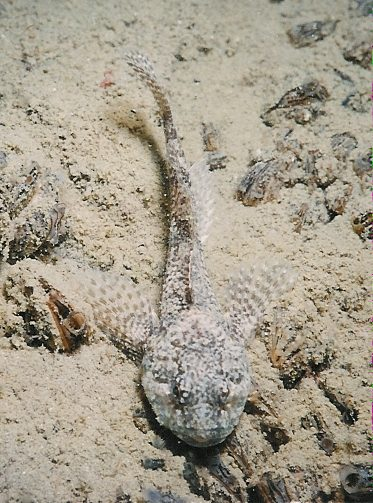
栖息于海底的杜父鱼

本魚體延長而側扁。吻稍短，口中大；上頷末端延伸至瞳孔中央之下方。齒細小，上下頷各有一帶，腭骨亦具齒。前鰓蓋棘為兩分叉或三分叉棘。背鰭兩個，第一背鰭有硬棘13至14枚，第二背鰭基底長與臀鰭相對；胸鰭大型；腹鰭小型；尾鰭圓形。體側紅褐色或綠色，腹部白色或淡綠色。體側又有5條不規則的橫斑。腹鰭除外，各鰭皆暗色；背鰭、胸鰭及尾鰭各有黑點散布其上。體長可達8.9公分。

## 生態
本魚常出現於礁區的潮池。雄魚在生殖季節時，會利用胸鰭抱緊雌魚，使其排出淡綠色卵。受精後，受精卵將黏貼於石頭上孵化。

## 經濟利用
小型魚種，不具任何經濟價值。